# Désiré Bolya Baenga
Désiré Bolya Baenga, né le 19 juin 1957 à Léopoldville (aujourd’hui Kinshasa) en République démocratique du Congo et mort le 10 août 2010 dans le 12e arrondissement de Paris,, est un écrivain congolais, auteur de plusieurs essais et de deux romans policiers ethnologiques.

## Biographie
Fils de Paul Bolya, homme politique, opposant à Patrice Lumumba. Ancien étudiant à l'Institut d'études politiques de Paris, Désiré Bolya Baenga est un romancier et essayiste. Son œuvre, consacré à l’Afrique, dénonce des maux comme la corruption, les marchands d’armes ou encore le viol des femmes.
Porte parole de la condition féminine en Afrique avec notamment Achille Ngoye, il dit que "le continent noir est devenu un enfer pour les femmes". Il publie la profanation des vagins, essai dans lequel il se révolte contre la guerre en République démocratique du Congo dans laquelle l'arme de destruction massive est le viol. Et il pourfend la banalisation de ces crimes sexuels à grande échelle.
Après plusieurs essais, il se consacre aux romans policiers mettant en scène l'inspecteur Robert Nègre dans La Polyandre et dans Les Cocus posthumes. Il s'inscrit son œuvre dans la veine du polar post-colonial et pose autrement les questions d'immigration. Il conçoit le roman policier comme une tribune publique où le débat prend place. Il s'inscrit dans le concept de la "migritude", néologisme attribué à Jacques Chevrier combinant Négritude et émigration/exil.
Début 2012, aux éditions québécoises Mémoire d'encrier, un livre d'hommages lui est consacré par quinze de ses proches (sous la direction de Françoise Naudillon), Bolya – nomade cosmopolite mais sédentaire de l'éthique, qui retrace ses multiples apports à la littérature et à la connaissance de l'Afrique, mais aussi de la réalité de la caste intellectuelle française.

## Œuvre

### Romans

#### Série policièreInspecteur Robert Nègre
- La Polyandre, Éditions Le Serpent à Plumes, coll. « Serpent noir », 1995
- Les Cocus posthumes, Éditions Le Serpent à Plumes, coll. « Serpent noir », 2001

#### Autre roman
- Cannibale, Éditions Pierre-Marcel Favre, 1986

### Essais
- L’Afrique en kimono. Repenser le développement, Ivry-sur-Seine, Nouvelles du Sud, 1993
- L’Afrique à la japonaise. Et si l’Afrique était si mal mariée ? Ivry-sur-Seine, Nouvelles du Sud, 1995
- Afrique, le maillon faible, Éditions Le Serpent à Plumes, 2002
- La Profanation des vagins, Éditions Le Serpent à Plumes, 2005

## Récompense
- 1986 : Grand prix littéraire d'Afrique noire pour son œuvre Cannibale[4].